# Société historique régionale de Villers-Cotterêts
La Société historique régionale de Villers-Cotterêts est une société savante de l'arrondissement de Château-Thierry, située dans l'Aisne, et dont le siège se trouve à Villers-Cotterêts.

## Histoire
Par la suite de la fête du centenaire d'Alexandre Dumas en 1902, la Société historique régionale de Villers-Cotterêts (SHRVC) fut fondée le 25 janvier 1904. Elle s'occupa à l'époque du musée d'Alexandre Dumas père et fit des recherches sur l'histoire de la région. Le musée, n'étant pas inscrit dans les guides touristique, dut changer deux fois d'endroit entre 1904 et 1939. Avec les deux guerres, la société évacua des collections du musée. Après la deuxième guerre mondiale, le musée était en état de délabrement. Par l'alerte menée par la SHRCV, le musée passa sous le contrôle de l'État. Ainsi, s'ouvrit une nouvelle page pour la SHRCV. Elle fonda en 1976, un musée « Le vieux Villers », racontant l'histoire de la région de Villers-Cotterêts par des expositions ; mais ce musée ferma en 1982 pour des raisons de sécurité.

## Objectifs de la société
La Société historique régionale de Villers-Cotterêts a pour but l’étude de tout ce qui se rattache, au point de vue historique et archéologique, à la ville de Villers-Cotterêts, principalement et à ses environs. Elle a aussi pour but la diffusion au public des connaissances acquises.
La société entend apporter sa contribution aux débats qui engagent l'avenir culturel, social, économique du département de l'Aisne.
Tous ceux qui s'intéressent au patrimoine et à l'histoire de Villers-Cotterêts et de ses environs peuvent devenir membres de la société.

## Actions de la société
- La S.H.R.V.C. se consacre aux recherches historiques sur Villers-Cotterêts et sa région.
- Elle a créé une bibliothèque où elle conserve les livres et les recherches effectuées sur l'histoire de la région.

Aujourd'hui, elle fait partie de la fédération des sociétés d'histoire et d'archéologie de l'Aisne.

## Publication
La Société historique régionale de Villers-Cotterêts publie dans un bulletins les comptes-rendus de ses travaux, elle publie également des mémoires.

## Présidents
1. Alexandre Michaux (1904 - 1905)
2. Émile Pottier (1905 - 1912)
3. Auguste Castellant (1912 - 1918)
4. Gabriel de Chaffault (1919 - 1929)
5. André Fossé d'Arcosse (1929 - 1946)
6. Cécilien Lefèvre (1947 - 1953)
7. André Moreau-Néret (1953 - 1974)
8. Marcel Leroy (1974 - 1987)
9. Roger Allégret (1987 - 2003)
10. Alain Arnaud (2003 - 2024)
11. Pascal Ponsart-Ponsart (depuis 2025)